# Hinojos
Hinojos er en by og kommune i det sydvestlige Spanien i provinsen Huelva. Den har et indbyggertal på 4.056 (2024) indbyggere.